# سونگ سون-چون
سونگ سون-چون (انگلیسی: Song Soon-chun; ۱۵ ژانویهٔ ۱۹۳۴ – ۱۵ اکتبر ۲۰۱۹) بوکس اهل کره جنوبی بود.